# دیفنتال
دیفنتال (به فرانسوی: Dieffenthal) یک کمون در فرانسه با جمعیت ۲۵۰ نفر است که در Canton of Sélestat واقع شده‌است.